# Everyday (album de Dave Matthews Band)
 (août 2018).
Si vous disposez d'ouvrages ou d'articles de référence ou si vous connaissez des sites web de qualité traitant du thème abordé ici, merci de compléter l'article en donnant les références utiles à sa vérifiabilité et en les liant à la section « Notes et références ».
Pour les articles homonymes, voir Everyday.
Albums de Dave Matthews Band
Listener Supported
(1999) Live in Chicago 12.19.98
(2001)
Everyday est un album studio du Dave Matthews Band, publié le 27 février 2001.

## Liste des titres
Tous les titres sont signés Glen Ballard et Dave Matthews.
1. I Did It – 3:36
2. When the World Ends – 3:32
3. The Space Between' – 4:03
4. Dreams of Our Fathers – 4:41
5. So Right – 4:41
6. If I Had It All – 4:03
7. What You Are – 3:56
8. Angel – 3:58
9. Fool to Think – 4:14
10. Sleep to Dream Her – 4:25
11. Mother Father – 4:24
12. Everyday – 4:43

## Classements hebdomadaires
| Classement (2001)              | Meilleure place |
| ------------------------------ | --------------- |
| Allemagne (Media Control AG)   | 97              |
| Canada (Canadian Albums Chart) | 1               |
| Danemark (Tracklisten)         | 31              |
| États-Unis (Billboard 200)     | 1               |
| Italie (FIMI)                  | 33              |
| Nouvelle-Zélande (RIANZ)       | 30              |
| Royaume-Uni (UK Albums Chart)  | 89              |
| Suède (Sverigetopplistan)      | 58              |